# Onegai Monster
Onegai Monster (おねがいモンスター) es un videojuego de estrategia desarrollado y publicado por Bottom Up para la consola Nintendo 64. Salió al mercado en abril de 1999 únicamente en Japón, no llegando a salir del mercado japonés.
- Datos: Q3352698